# Curetis acuta
Curetis acuta är en fjärilsart som beskrevs av Moore 1877. Curetis acuta ingår i släktet Curetis och familjen juvelvingar. Inga underarter finns listade i Catalogue of Life.

## Bildgalleri

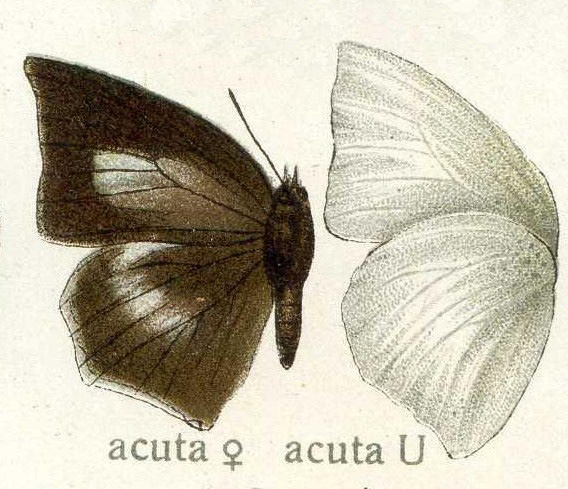
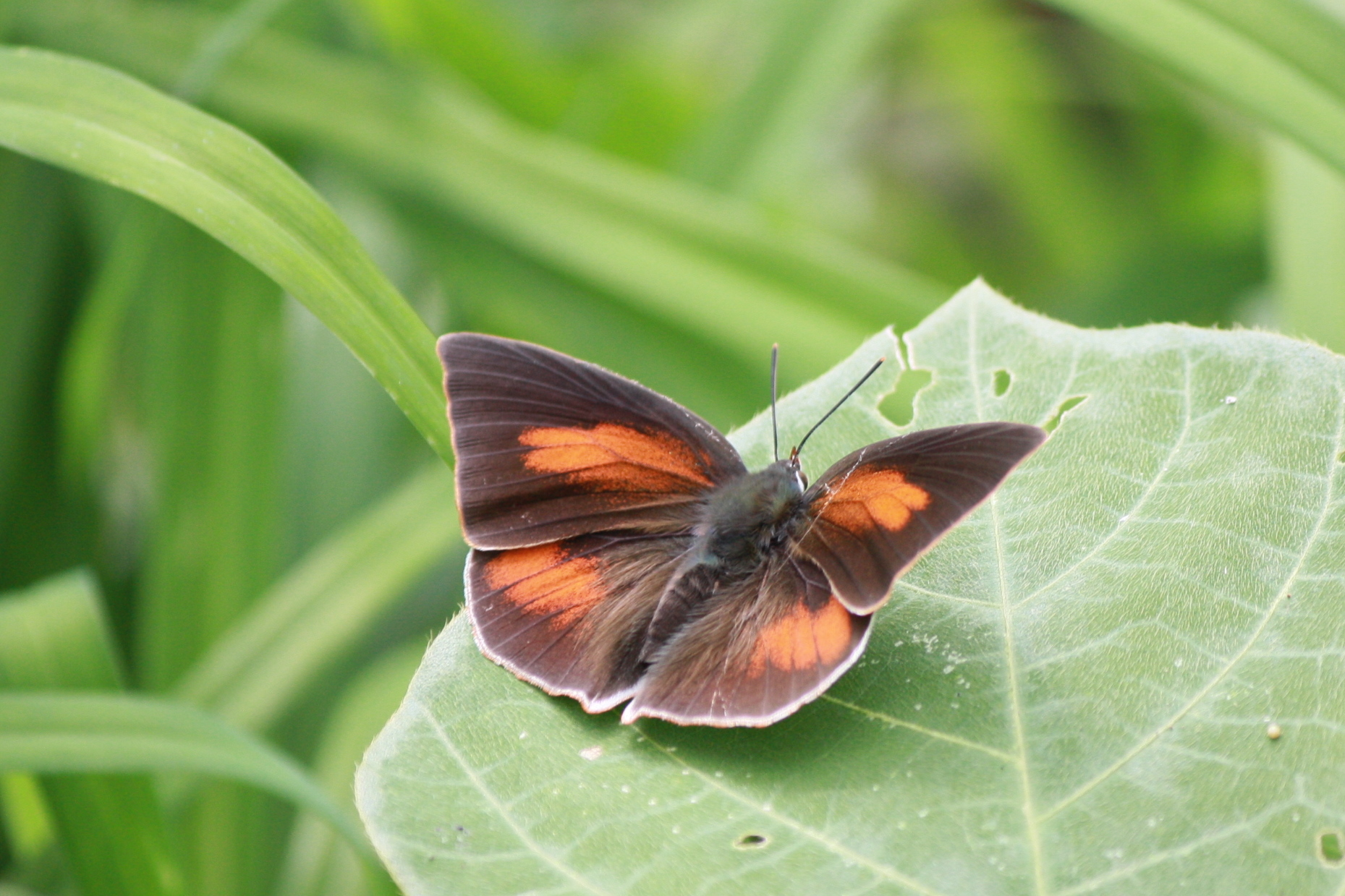
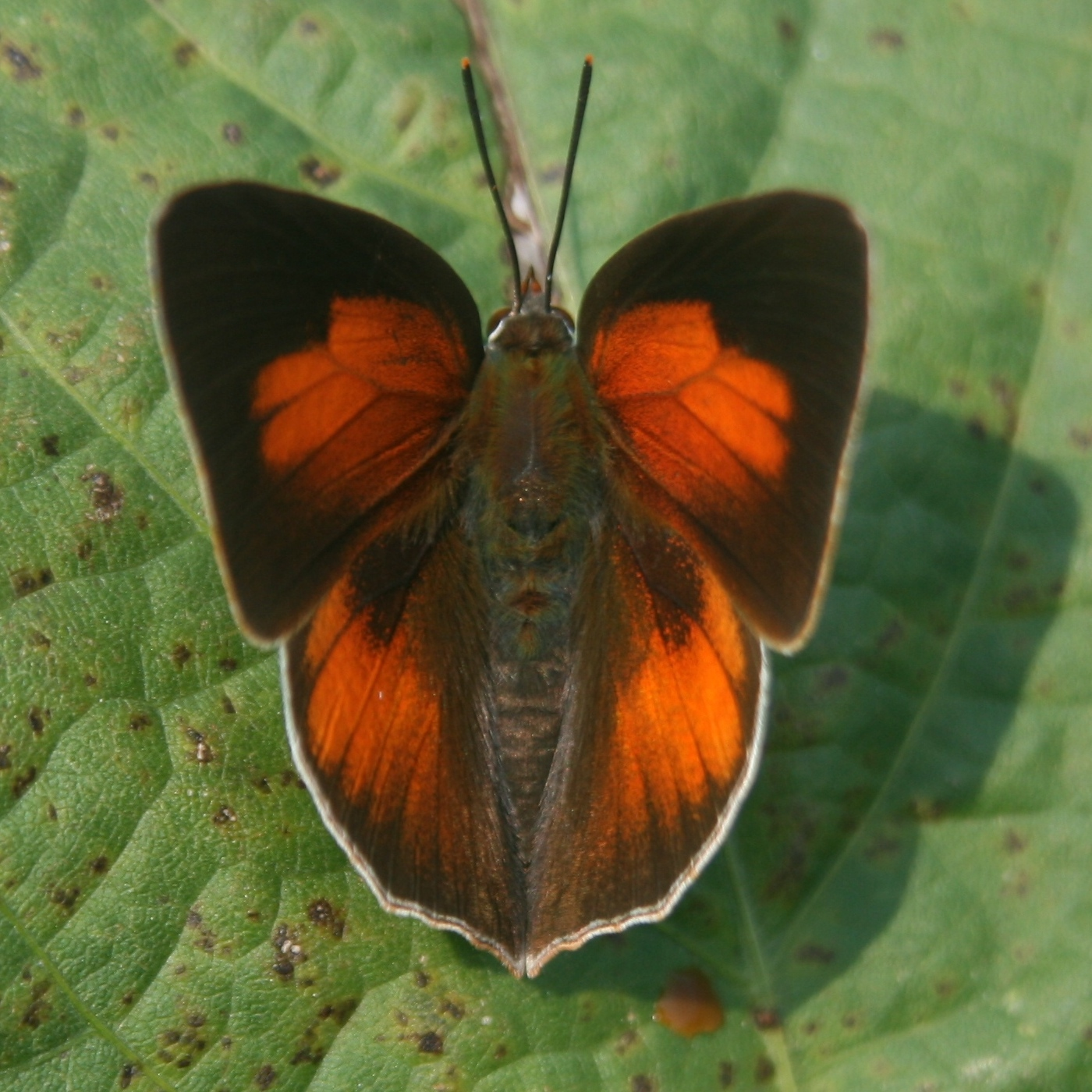
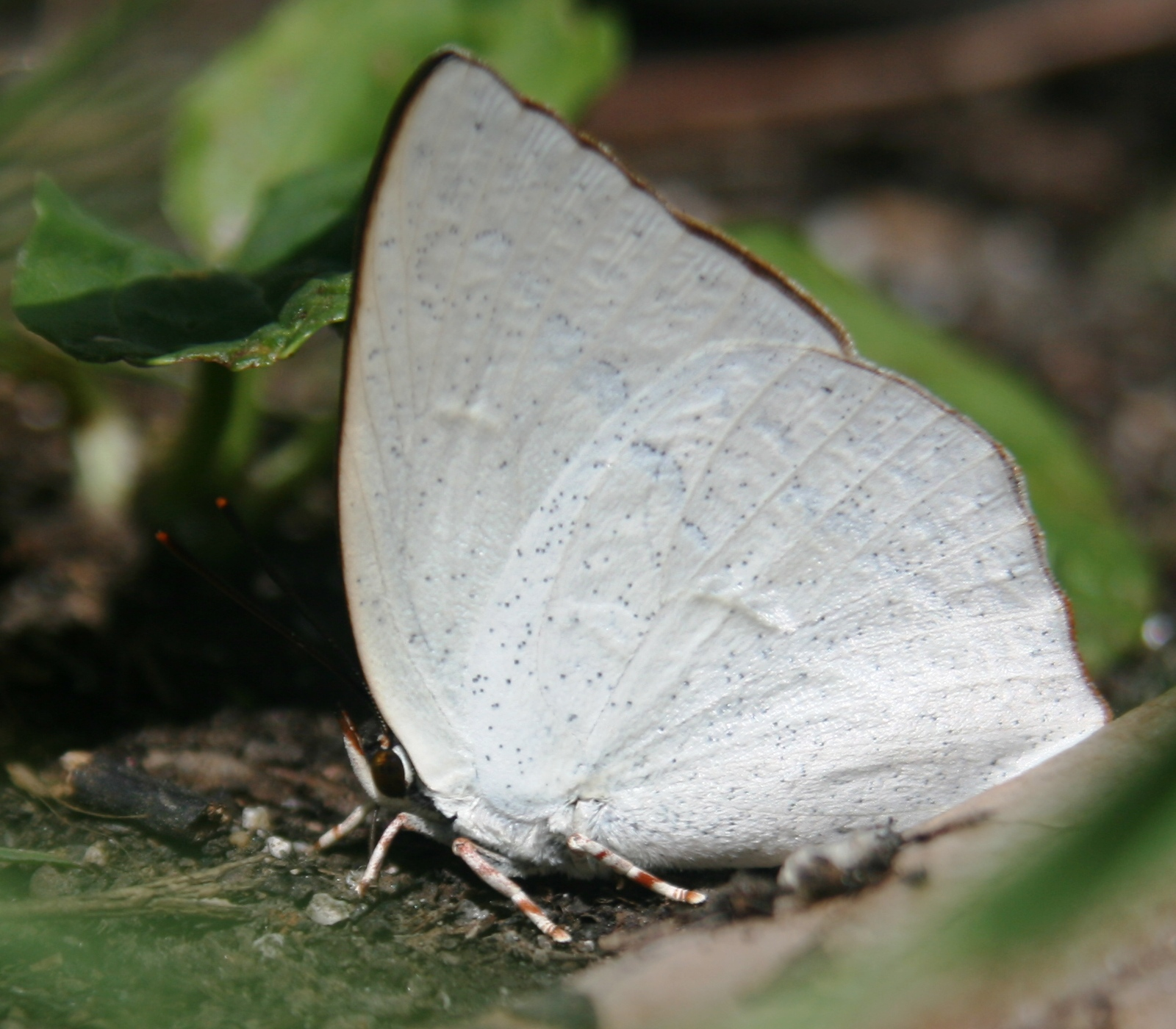
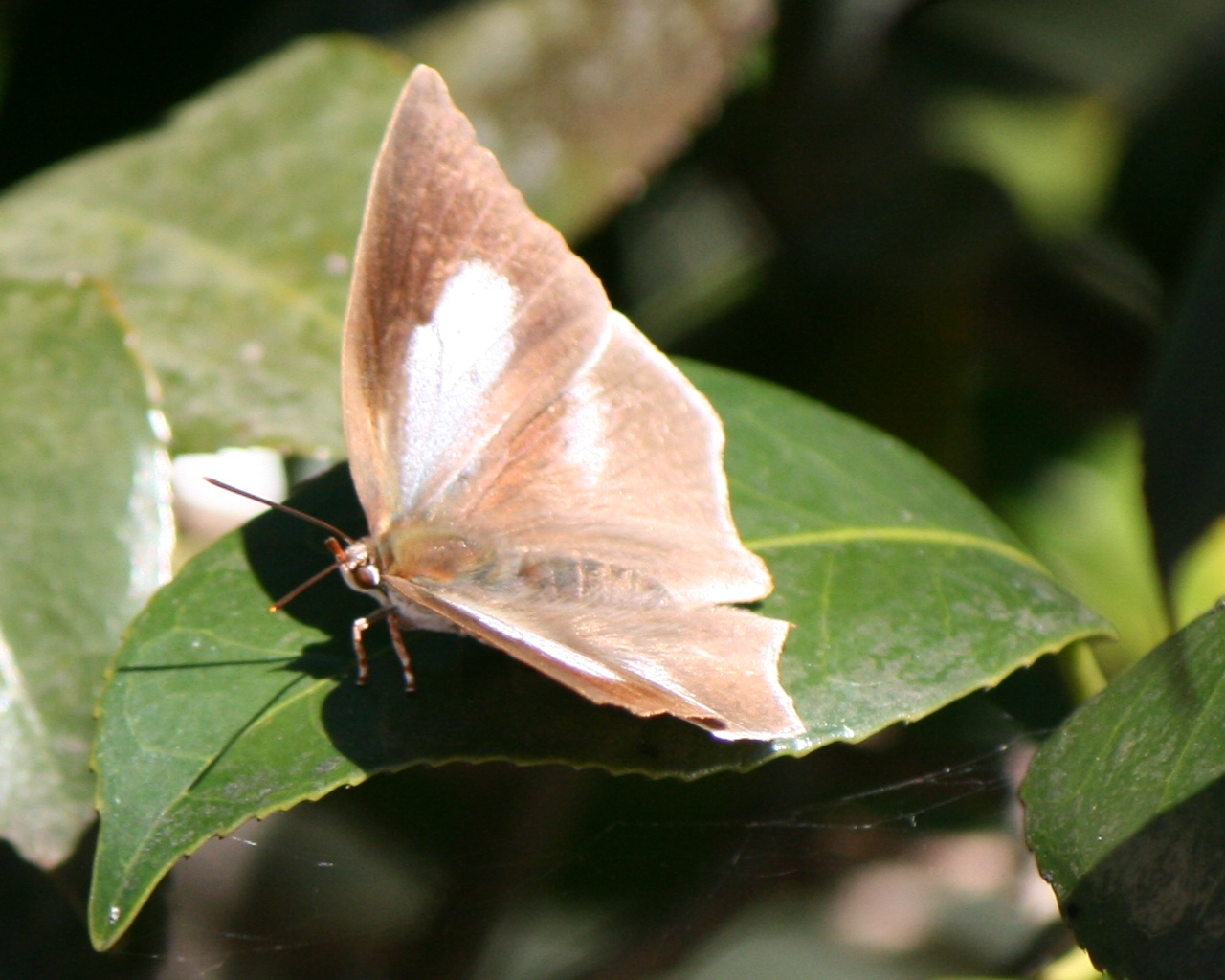